# Isla de Cabras
Isla de Cabras est une île située à l'entrée de la baie de San Juan à Porto Rico et fait partie de la municipalité de Toa Baja.

## Culture et patrimoine
Sur cet îlot on trouve :
- Le fortin San Juan de la Cruz, un Site historique national de San Juan patrimoine mondial de l'UNESCO depuis 1983.
- Un parc de loisirs ouvert en 2005
- Un club de pêche
- Un champ de tir de la police locale.

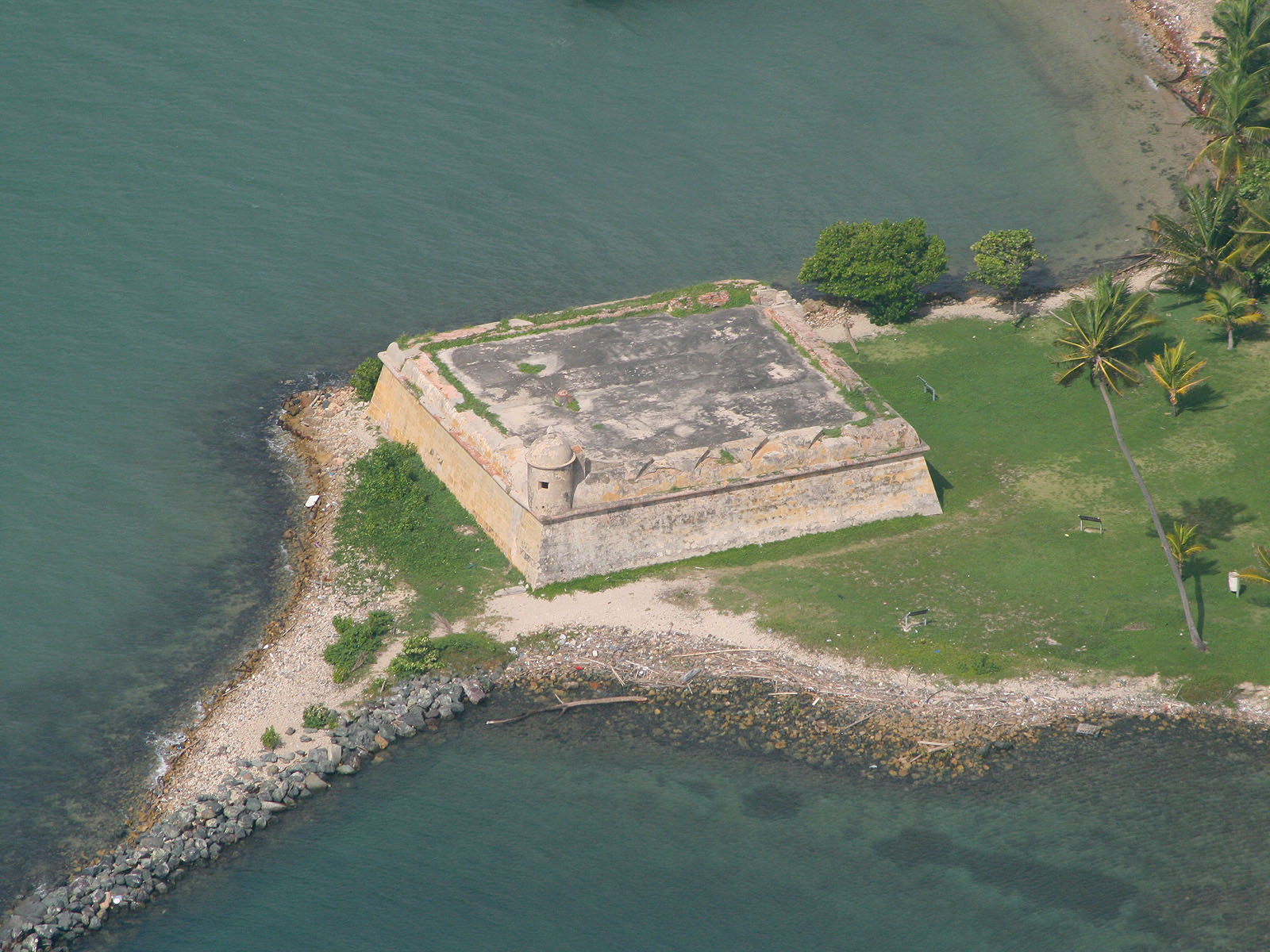
Fort San Juan de la Cruz
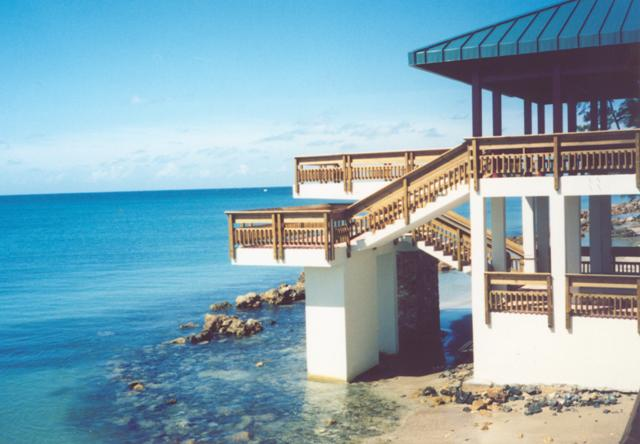
Parc de loisirs